# Fontaine de la Plomée
La Fontaine de la Plomée est une fontaine située à Guingamp au sommet de la Place du centre, au croisement de la rue Notre Dame et de la rue Henry Kerfant. Le terme Plomée vient du mot breton plomenn signifiant "pompe, fontaine" et localement "source". La fontaine a été classée monument historique par arrêté du 25 juillet 1902.
La fontaine a été construite au XVe siècle.
En 1588, elle fut transférée au sommet de la place et devint ornementale.
Elle a été rénovée en 1743 par le sculpteur Yves Corlay.
Composée de trois bassins, le premier en granit, les deux autres en plomb, la fontaine est surmontée d’une statue dans laquelle certains reconnaissent une Vierge florentine et d’autres la déesse celtique Anna.
Cette fontaine est devenue un des symboles de la ville de Guingamp. Elle sert de lieu de rassemblement lors des événements populaires marquant la vie guingampaise.
En 2003, la fontaine a été rénovée et équipée d'un système d'alimentation en circuit fermé.

## Anecdotes
- En 1588, la fontaine est transférée au sommet de la place et devint ornementale.
- Du XVe siècle au début du XXe siècle, c'est la fontaine de la Plomée qui assure l'approvisionnement en eau potable du centre de Guingamp.

## Galerie

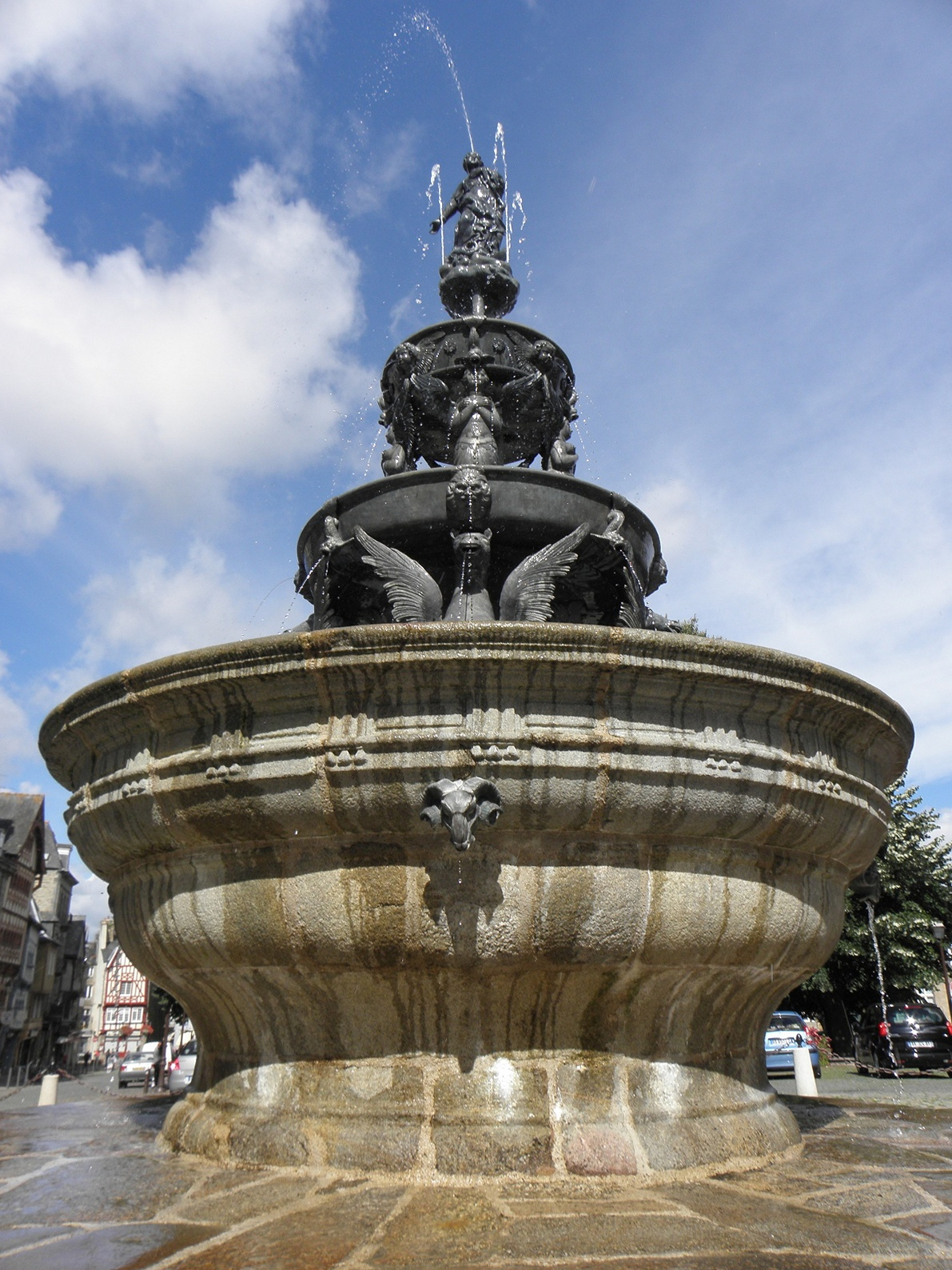
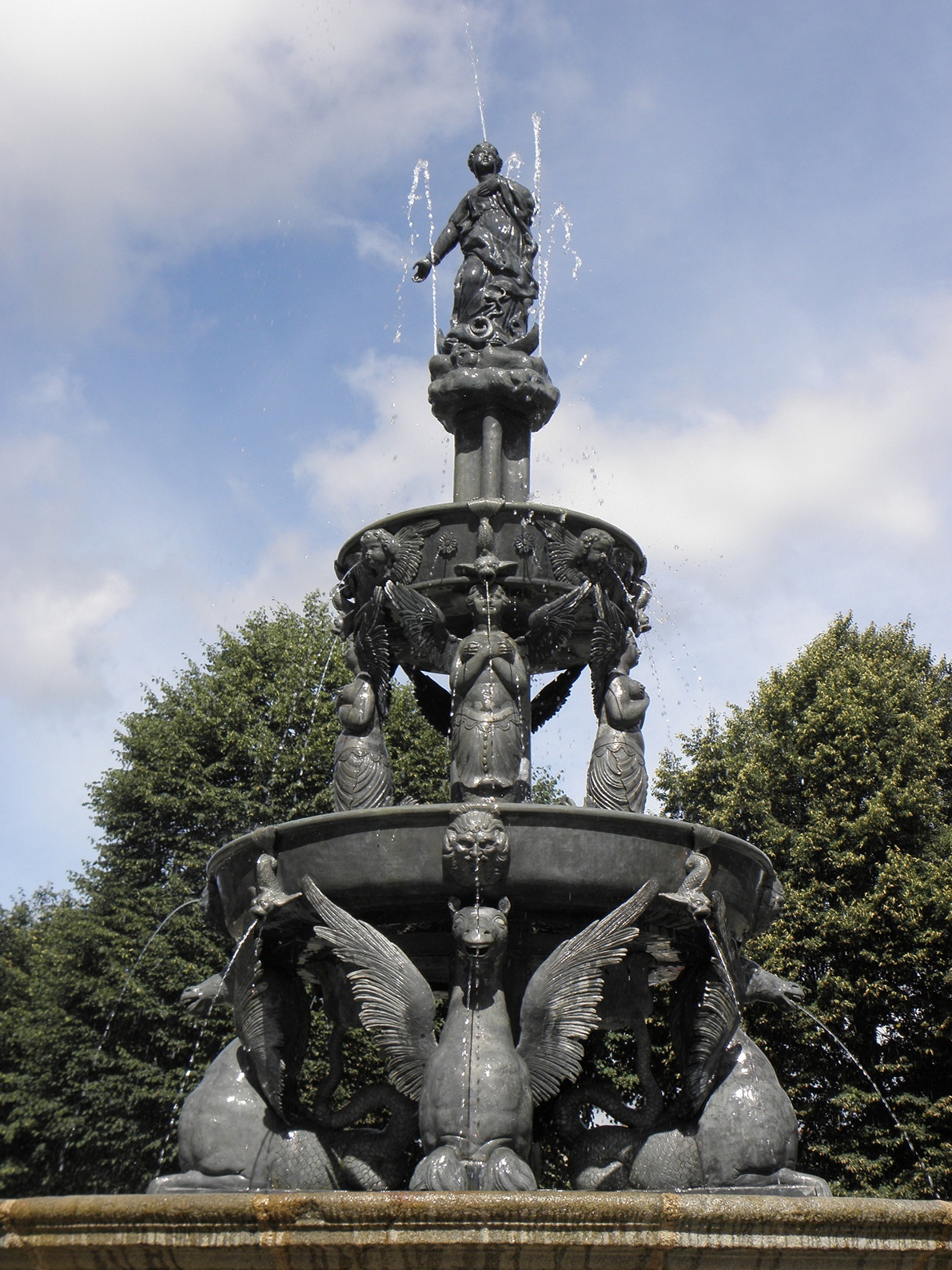
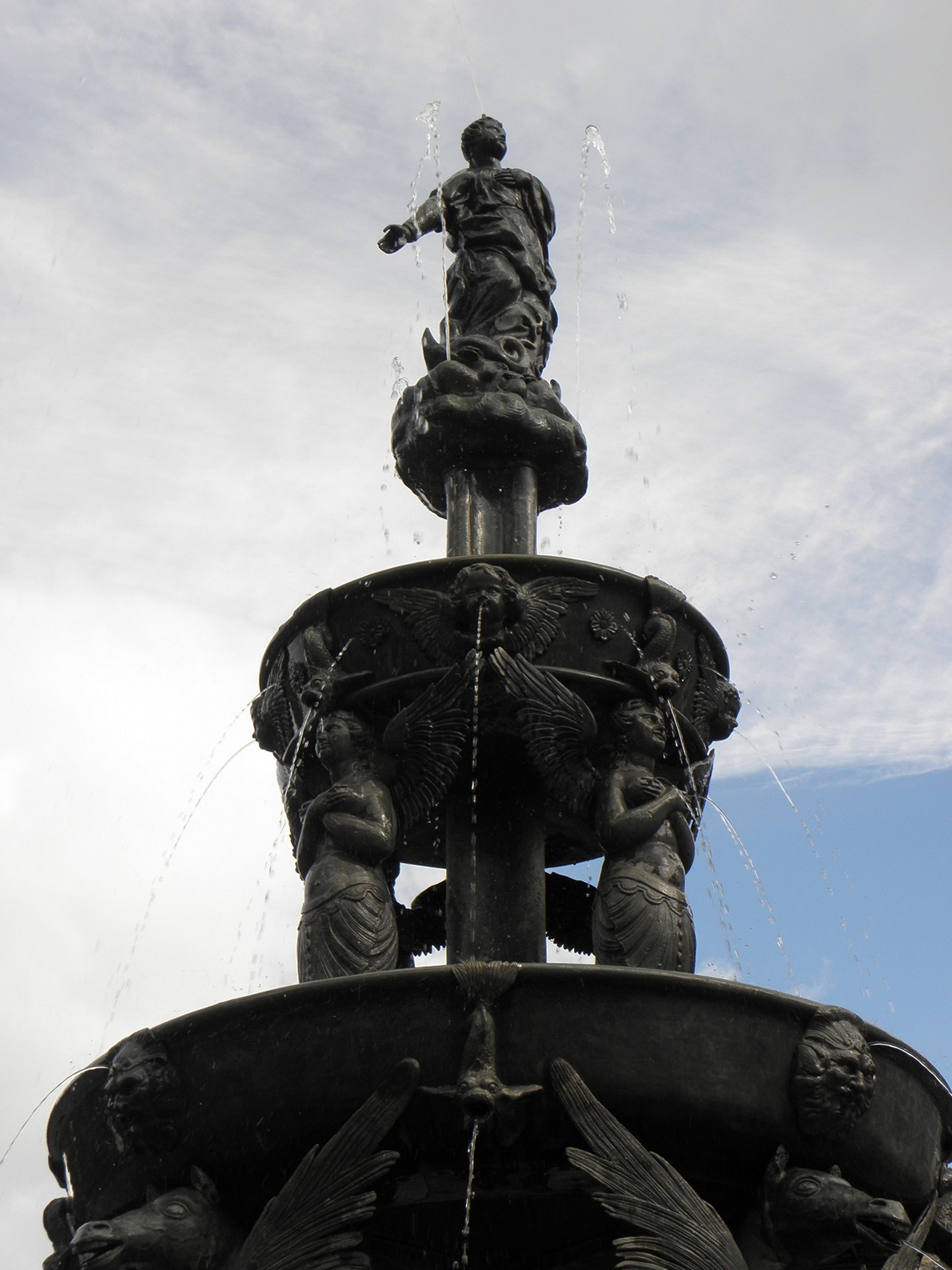
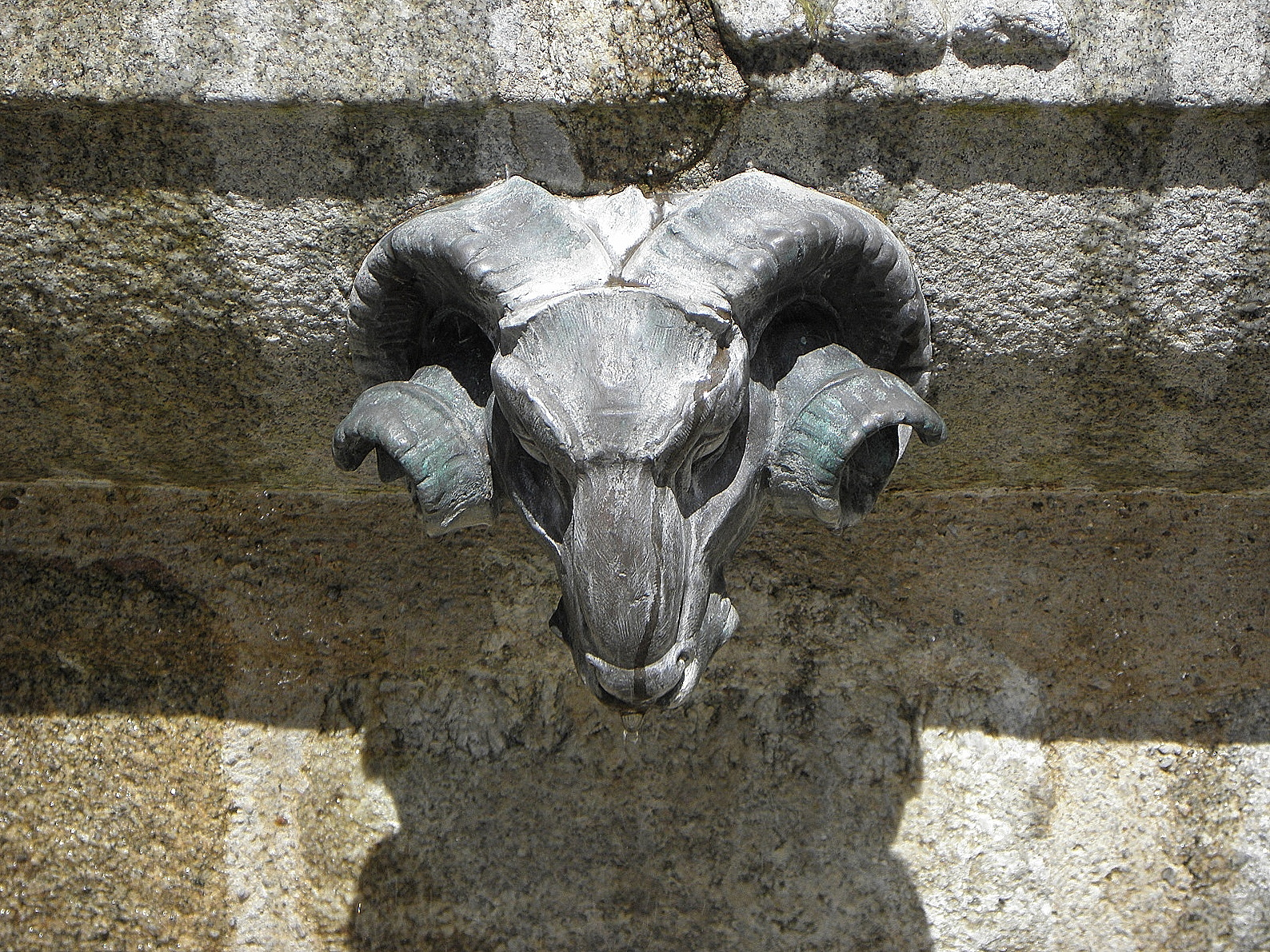